# Ludwik Zdanowicz
Ludwik Feliks Zdanowicz (ur. 18 maja 1814 w Datnowie, zm. 26 grudnia 1896 w Wilnie) – polski duchowny rzymskokatolicki, biskup pomocniczy i administrator diecezji wileńskiej.

## Biografia
Urodził się w rodzinie szlacheckiej na Żmudzi. Ukończył seminarium i Akademię Duchowną w Wilnie. 17 kwietnia 1837 otrzymał święcenia diakonatu, a 12 czerwca 1837 prezbiteriatu z rąk biskupa pomocniczego wileńskiego Andrzeja Benedykta Kłągiewicza. Jego neoprezbiter został wikariuszem parafii Narodzenia Najświętszej Maryi Panny w Widzach oraz kapelanem majątku Cerkliszki hr. Edwarda Mostowskiego. Następnie pełnił funkcje: adiunkta Akademii Duchownej (1839 - 1842), gdzie wykładał teologię pastoralną i język łaciński oraz w 1841 uzyskał tytuł magistra świętej teologii, profesora Seminarium Duchownego w Wilnie (1842 - 1844), inspektora Seminarium Duchownego w Wilnie, kaznodziei katedralnego oraz proboszcza parafii św. Jana Chrzciciela w Holszanach (1844 - 1850), proboszcza parafii Nawiedzenia Najświętszej Maryi Panny w Trokach (1850 - 1862), rektora i profesora Seminarium Duchownego w Wilnie (1863 - 1870).
25 marca 1859 został kanonikiem wileńskim. W 1878 wybrany przez kapitułę wileńską asesorem kolegium petersburskiego. W Petersburgu był również profesorem seminarium. 1 sierpnia 1885, po aresztowaniu przez Rosjan za protesty przeciwko nasileniu działań rusyfikacyjnych i ograniczaniu praw Polaków biskupa wileńskiego Karola Hryniewieckiego, wybrany administratorem diecezji wileńskiej. Funkcję tę pełnił do objęcia diecezji przez nowego biskupa 20 kwietnia 1890.
30 grudnia 1889 papież Leon XIII mianował go biskupem pomocniczym wileńskim oraz biskupem tytularnym Dionysiasu. 11 maja 1890 w kościele św. Katarzyny w Petersburgu przyjął sakrę biskupią z rąk biskupa kujawsko-kaliskiego Aleksandra Kazimierza Bereśniewicza. Współkonsekratorami byli biskup tyraspolski Anton Zerr oraz biskup pomocniczy żmudzki Antoni Baranowski.
Po śmierci biskupa wileńskiego Antoniego Franciszka Audziewicza w 1895 kapituła wileńska ponownie wybrała bpa Zdanowicza administratorem diecezji. Pełnił tę funkcję do śmierci 26 grudnia 1896. Pochowany na cmentarzu Na Rossie.